# ام‌اس نردکپ
ام‌اس نردکپ (به انگلیسی: MS Nordkapp) یک کشتی است که طول آن ۱۲۳٫۳۰ متر (۴۰۴٫۵۳ فوت) می‌باشد. این کشتی در سال ۱۹۹۵ ساخته شد.